# Pap Géza (püspök)
Pap Géza (Kolozsvár, 1954. január 20. – Kolozsvár, 2018. november 13.) erdélyi magyar református lelkész, püspök.

## Életpályája
Református értelmiségi családba született. Iskolai tanulmányait Kolozsváron végezte, ahol 1973-ban érettségizett a mai Apáczai Csere János Elméleti Líceumban. Teológiai tanulmányait 1978-ban fejezte be. Bukarestbe kapott segédlelkészi kinevezést a Viilor úti református gyülekezetbe. 1981-től Magyarkiskapuson lelkész, majd 1988 decemberétől a Kolozsvári-Felsővárosi Egyházközségben szolgált. 1995–96-ban a hollandiai Kampenben egy iskolaévre szóló családi ösztöndíjjal folytatta tanulmányait. 2000 decemberében az Erdélyi Református Egyházkerület püspökké választotta, és két mandátumon keresztül 2012 végéig szolgált. 2005-ben megvédte doktori tézisét. 2012 után a református zsinat lelkészi elnöke volt.
1979-ben feleségül vette Gegus Mártát, öt gyerekük született: Zsófia, Ákos, Lőrinc, Noémi és Orsolya.

## Munkássága
Prédikációit 1999-ben könyv alakban is kiadta Vigyázzatok! Tanítás az utolsó időkről címmel. Eszkatológiai textusok címmel 2003 és 2010 között négy tanulmánykötete jelent meg, az ötödiket halála előtt fejezte be. 

### Művei
- Vigyázzatok! Tanítás az utolsó időkről; Kálvin, Bp., 1999
- A 70 hét. Dániel népének és templomának jövője Dán 9,24-27 alapján; Erdélyi Református Egyházkerület, Kolozsvár, 2003 (Eszkatológiai textusok)
- Azok a napok és ama nap. Jézus és az utolsó idők Márk 13 alapján; Erdélyi Református Egyházkerület, Kolozsvár, 2004 (Eszkatológiai textusok)
- A bibliai Antikrisztus; Erdélyi Református Egyházkerület, Kolozsvár, 2007 (Eszkatológiai textusok)
- Az ezer esztendő. A Jel 20,1-10 magyarázata; Erdélyi Református Egyházkerület, Kolozsvár, 2010 (Eszkatológiai textusok)
- A haláltól az ítéletig. A 2Kor 5,1-10 magyarázata; Erdélyi Református Egyházkerület, Kolozsvár, 2019 (Eszkatológiai textusok)

## Kitüntetései
- A Magyar Érdemrend középkeresztjének polgári tagozata, 2012
- A Debreceni Hittudományi Egyetem díszdoktora, 2013